# Ulrich Schröder (Filmarchitekt)
Ulrich Schröder (* 7. November 1941 im Deutschen Reich; † 28. August 2010 in Hamburg) war ein deutscher Filmarchitekt, Bühnen- und Szenenbildner.

## Leben und Wirken
Schröder sammelte zu Beginn der 1960er Jahre praktische Erfahrungen bei den altgedienten Filmarchitekten Paul Markwitz und Willi A. Herrmann. Seit 1962 arbeitete Schröder als Filmarchitekt, Szenen- und Kostümbildner. Mit seinen Dekorationen betreute er Fernsehspiele und -serien, aber auch TV-Shows, Theateraufführungen und wissenschaftliche Sendungen.
Schröders Tätigkeit führte ihn mit renommierten Regisseuren wie Wolfgang Staudte, Hans W. Geißendörfer, Ottokar Runze, Claus Peter Witt, Günter Gräwert, Vojtěch Jasný, Volker Vogeler, Peter Schulze-Rohr, Michael Günther, Wolfgang Liebeneiner und den Wissenschaftsjournalist Hoimar von Ditfurth (ZDF-Format Querschnitt).
Schröders größter Publikumserfolg wurde in der Zweiten Hälfte der 1980er Jahre die ZDF-Serie Die Schwarzwaldklinik. Auch zu zwei Kinokomödien von und mit Otto Waalkes lieferte Schröder die Filmbauten. Ulrich Schröder blieb bis unmittelbar vor seinem Tode als Szenenbildner aktiv.

## Filmografie
Als Fernseharchitekt, wenn nicht anders angegeben
- 1970: Das Freudenhaus (Kino)
- 1970: Der Pfarrer von St. Pauli (Kino)
- 1972: Die Pueblo-Affäre
- 1972: Der 21. Juli
- 1975: Ein deutsches Attentat
- 1975, 1978: PS – Geschichten ums Auto (TV-Mehrteiler)
- 1976: Die Wildente (Kino)
- 1977: Haben Sie nichts zu verzollen?
- 1978: Union der festen Hand
- 1978–1988: Querschnitt
- 1979: Der Mörder (Kino)
- 1979: Hotel Paradies
- 1981: Die Baronin
- 1981: Kennwort Schmetterling
- 1982: Tatort: Wat Recht is, mutt Recht bliewen
- 1982: Die Präsidentin
- 1983: Das zerbrochene Haus
- 1984: Die Frau des Kommissars
- 1986: Rückfahrt in den Tod
- 1987: Otto – Der neue Film (Kino)
- 1990–1991: Insel der Träume (Serie)
- 1991: Utz (Kino)
- 1992: Otto – Der Liebesfilm (Kino)
- 1994: Blankenese (Serie)
- 1995: Freundschaft mit Herz
- 1995: Tödliche Wahl
- 1996: Nach uns die Sintflut
- 1997: Frau zu sein bedarf es wenig
- 1998: Wiedersehen in Palma
- 2000: Der Held an meiner Seite
- 2004: Neuland
- 2005: Die Schwarzwaldklinik – Die nächste Generation
- 2005: Die Schwarzwaldklinik – Neue Zeiten
- 2007: Abschiedslied (Kurzfilm)
- 2010: Halbblut (Aufzeichnung einer Aufführung der Karl-May-Spiele in Bad Segeberg 2010)